# 猶他州奧克爾山聖殿
猶他奧克爾山聖殿（Oquirrh Mountain Utah Temple）是耶穌基督後期聖徒教會的一座聖殿，位於猶他州鹽湖城郊區的南約旦。此城是世界上第一個有兩座聖殿的城市（此城也有猶他約旦河聖殿）。猶他奧克爾山聖殿是鹽湖谷地的第四座聖殿，也是猶他州的第13座聖殿。
猶他奧克爾山聖殿為居住在鹽湖谷地的約83,000名後期聖徒服務。該建築面對著在中國採掘和碾磨的淺米色花崗岩。

## 聖殿歷史
猶他奧克爾山聖殿建在破曉社區邊緣的山崗上；該遺址由肯納科特土地（Kennecott Land）捐贈給耶穌基督後期聖徒教會，肯納科特土地是一家開採奧克爾山銅礦和貴重礦物的公司的一部分，在聖殿西邊幾公里處。聖殿有一個高193英尺（59 公尺）的石尖塔，上面是一個9英尺（2.7 公尺）的天使摩羅乃雕像。 2006年12月16日，進行奠基儀式。在奠基活動中，該聖殿被命名為“猶他奧克爾山聖殿”；它以前被稱為“猶他南約旦聖殿”。耶穌基督後期聖徒教會總會會長戈登·興格萊（Gordon B. Hinckley）主待奠基儀式。
這座聖殿坐落在遺址11英畝（45,000平方公尺）的土地，坐落在形成鹽湖谷地西緣的奧克爾山腳下，向東朝著瓦薩奇山脈的全景。遊客可以從聖殿遺址看到山谷中的其他三座運行聖殿：德雷珀聖殿，約旦河聖殿和鹽湖城聖殿。
2009年6月13日，雷雨期間，尖頂被閃電擊中。天使摩羅乃的雕像被損壞，並於2009年8月11日被更換。
在2009年8月21日至23日進行奉獻儀式之前，公眾應邀在2009年6月1日至2009年8月1日的開放日內參觀新聖殿。耶穌基督後期聖徒教會總會會長多馬·孟森（Thomas S. Monson）在他第82生日主待奉獻儀式。
2020年，因2019冠状病毒病疫情而關門了猶他奧克爾山聖殿。

## 外部連結
- 维基共享资源上的相關多媒體資源：猶他州奧克爾山聖殿
- Oquirrh Mountain Utah Temple （页面存档备份，存于） (official)
- Oquirrh Mountain Utah Temple （页面存档备份，存于） at LDSChurchTemples.com